# Campionati del mondo di ciclismo su pista 1997
I Campionati del mondo di ciclismo su pista 1997 (en.: 1997 UCI Track World Championships) si svolsero a Perth, in Australia, dal 27 al 31 agosto.

## Medagliere
| Posiz. | Nazione     | Oro | Argento | Bronzo | Totale |
| ------ | ----------- | --- | ------- | ------ | ------ |
| 1      | Francia     | 6   |         | 2      | 8      |
| 2      | Italia      | 2   | 1       | 1      | 4      |
| 3      | Germania    | 1   | 3       | 1      | 5      |
| 4      | Australia   | 1   | 2       | 2      | 5      |
| 5      | Russia      | 1   | 2       | 1      | 4      |
| 6      | Spagna      | 1   | 1       | 1      | 3      |
| 7      | Sudafrica   |     | 1       |        | 1      |
| 7      | Svizzera    |     | 1       |        | 1      |
| 7      | Ucraina     |     | 1       |        | 1      |
| 10     | Argentina   |     |         | 1      | 1      |
| 10     | Regno Unito |     |         | 1      | 1      |
| 10     | Messico     |     |         | 1      | 1      |
| 10     | Stati Uniti |     |         | 1      | 1      |